# Étang de Cruzous
L'étang de Cruzous est un étang situé dans les Pyrénées françaises à 2 139 mètres d'altitude dans le Couserans en Ariège sur la commune de Bethmale.

## Toponymie
L'étang a donné son nom au col du Cruzous (2 336 m) en amont.

## Géographie
Il est situé dans la vallée du Muscadet, affluent en rive droite du Ribérot, qui relie l'étang d'Arauech en contrebas puis l'étang de Milouga. L'étang de Cruzous est dans le massif du Mont-Valier en Castillonnais et dans le périmètre de la réserve domaniale du mont Valier.